# Sac City
Sac City település az Amerikai Egyesült Államok Iowa államában, Sac megyében, melynek megyeszékhelye is. Lakosainak száma 2063 fő (2020. április 1.).

## Népesség
A település népességének változása:

| 2010 | 2 220 |
| 2020 | 2 063 |